# El trato de Argel
El trato de Argel, también titulada otras veces Los tratos de Argel, es una comedia de cautivos de Miguel de Cervantes, datada generalmente en 1582 y refundida más tarde con el título de Los baños de Argel. 

## Características

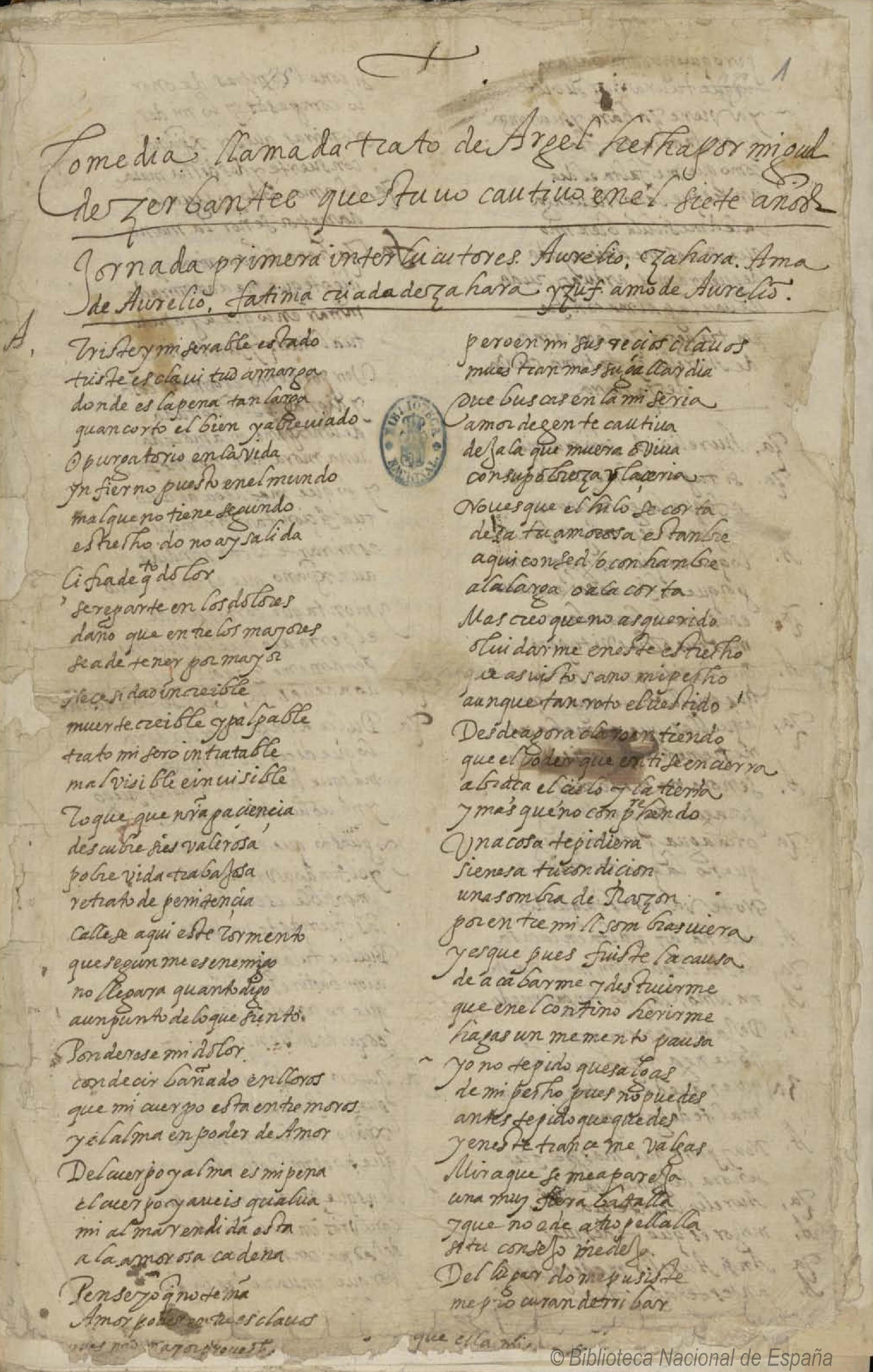
Primera página del manuscrito en la BIblioteca Nacional de España (c.1582-1650).

Pertenece al primer periodo de su teatro, el clasicista que sigue las unidades aristotélicas, y contiene elementos autobiográficos (aparece en la obra con el nombre de soldado Saavedra) relativos a su cautiverio en Argel que emparentan esta pieza con otras de cautivos como La gran sultana, El gallardo español y Los baños de Argel. Su estructura es algo deshilvanada, por lo cual a veces se ha dividido en cuatro o cinco jornadas, pero cumple las unidades de acción, lugar y tiempo. La crítica ha señalado entre sus defectos la escasa acción escénica: es más bien una comedia psicológica en que los protagonistas cristianos intentan mantener la pureza de sus almas y sus cuerpos ante las agresiones de una cultura extraña. Hay ciertas alusiones al Inferno y el Purgatorio de Dante Alighieri y escenas de gran crueldad. Resulta además muy moderna su condena del espíritu caballeresco, que no tiene nada que ver con la verdadera honestidad y el honor. Entre los subtemas aparecen el de la libertad, la venganza y el suicidio. Los personajes son muy abundantes, y corresponden a una amplia galería de avaros, renegados, traficantes, ladrones y otras calañas, que realizan actos totalmente inmorales, grotescos o brutales de cierta teatralidad. Se condena en la obra toda forma de traición a la familia, a la amistad y a la patria. El sentido crítico y realista de Cervantes se muestra al final de la historia, cuando los cautivos deben padecer el olvido o la indiferencia de sus compatriotas bien situados económicamente. Exhorta al rey para que remedie la situación, lo que ofrece un toque propagandístico a la obra. La obra fue imitada por Lope de Vega en Los cautivos de Argel.

## Argumento
Presenta el sufrido cautiverio de los cristianos Aurelio y Silvia y los amores de la mora Zara por Aurelio y del moro Izuf por Silvia. Son momentos de gran emotividad los lamentos por el cautiverio y los sentimientos patrióticos y religiosos en conflicto con la desdichada situación. Así, exclama Aurelio:
¡Triste y miserable estado! / ¡Triste esclavitud amarga / donde es la pena tan larga / cuan corto el bien y abreviado...! / Cifra de cuanto dolor / se reparte en los dolores, / daño que entre los mayores / se ha de tener por mayor
Al final Silvia y Aurelio obtienen el perdón del rey musulmán para ser libres y alejarse de sus amos Zahara e Yzuf. 

## Ediciones
Fue publicada por vez primera en 1784 por Antonio de Sancha y en forma crítica en 1932 por Rudolph Schevill y Adolfo Bonilla y San Martín desde un manuscrito de la Biblioteca Nacional de Madrid con las variantes de Sancha. La última edición ha sido la de Florencio Sevilla Arroyo.